# 丰特斯
丰特斯，是西班牙卡斯蒂利亚-拉曼恰昆卡省的一个市镇。总面积108平方公里，总人口516人（2001年），人口密度5人/平方公里。